# 自己分泌
自己分泌（じこぶんぴ/ぶんぴつ）またはオートクリン（オートクライン、英: autocrine, autocrine signaling）は、細胞が分泌するホルモンや化学伝達物質（オートクリン因子（autocrine agent）と呼ばれる）が同じ細胞上のオートクリン受容体に結合して、細胞に変化をもたらすという細胞シグナル伝達の形態である。傍分泌（パラクリン）、細胞内分泌（イントラクリン）や古典的な内分泌（エンドクリン）と対比される。

## がん

### Wnt経路
通常、Wntシグナル経路はがん抑制因子であるAPCとAxinを含むタンパク質複合体の不活性化によってβ-カテニンが安定化される。このβ-カテニン分解複合体はβ-カテニンのリン酸化を開始し、その分解を誘導する。APCとAxinの変異によるオートクリン型Wntシグナルの調節異常は、ヒトのさまざまなタイプのがんの活性化と関連付けられている。オートクリン型Wntシグナル経路の調節異常は上皮成長因子受容体（EGFR）や他の経路のトランス活性化をもたらし、それらが腫瘍細胞の増殖に寄与する。例えば大腸がんでは、APC、Axin、またはβ-カテニンの変異はβ-カテニンの安定化を促進し、がん関連タンパク質をコードする遺伝子の転写を促進する。さらに、ヒトの乳がんでは、調節異常をきたしたWntシグナル経路への干渉によって、がんの増殖と生存が低下する。これらの知見は、リガンド-受容体レベルでのWntシグナルへの干渉によってがん治療の効果が改善する可能性を示唆している。

### IL-6
IL-6は、免疫応答、細胞生存、アポトーシス、細胞増殖など細胞生物学の多くの側面で重要となるサイトカインである。いくつかの研究では、肺がんや乳がんにおけるIL-6のオートクリンシグナルの重要性が指摘されている。例えば、肺腺がんの50％で見られる持続的に活性化されたチロシンリン酸化STAT3（pSTAT3）と、IL-6との間には正の相関関係が見いだされている。さらに、変異型EGFRはIL-6のオートクリンシグナルのアップレギュレーションを介して、発がん性のSTAT3経路を活性化していることが明らかにされている。
同様に、HER2の過剰発現は乳がんの約1/4で生じており、予後の悪さと相関している。近年の研究では、HER2の過剰発現によって誘導されたIL-6の分泌は、STAT3を活性化して遺伝子発現を変化させることで、IL-6/STAT3の発現のオートクリンループを形成することが明らかにされている。マウスとヒトのHER2過剰発現乳がんのin vivoモデルは、いずれもこのHER2/IL-6/STAT3シグナル伝達経路に大きく依存していた。また、血清中のIL-6濃度の高さが乳がんの予後の悪さと相関することも発見されている。その研究では、オートクリン型IL-6シグナルがNotch-3発現腫瘍様塊に悪性の特徴を誘発することが示されている。

### IL-7
T細胞型急性リンパ性白血病（T-ALL）では、正常なT細胞ではみられない、IL-7のオートクリン産生が行われていることが示されている。

### VEGF
がんでオートクリンシグナル伝達に関与している他の因子としては、血管内皮細胞増殖因子（VEGF）がある。がん細胞によって産生されたVEGFはパラクリンシグナルによって血管内皮細胞に作用するとともに、オートクリンシグナルによってがん細胞にも作用する。オートクリン型VEGFは浸潤癌の2つの主要な側面である、細胞の生存と遊走に関与していることが示されている。さらに、腫瘍の進行はVEGF依存性細胞を選択することが示されており、がんにおけるVEGFの役割は血管新生に限定されているという考えには疑問が投げかけられている。むしろ、VEGF受容体を標的とした治療薬は血管新生だけでなくがんの生存と浸潤を妨げる可能性が示唆されている。

### 転移の促進
転移はがんによる死亡の主要な原因であるが、浸潤を妨げたり停止したりする戦略は乏しい。オートクリン型PDGFRシグナルはin vitroでの上皮間葉転換（EMT）の維持に必要不可欠な役割を果たしていることが示されており、この現象はin vivoでの転移とよく相関していることが知られている。がん化した乳腺上皮細胞の転移能にはオートクリン型PDGF/PDGFRシグナル伝達ループが必要であること、また、オートクリン型PDGFRシグナルとがん化との協調がEMT時の生存に必要であることが示されている。オートクリン型PDGFRシグナルは、おそらくSTAT1や他の異なる経路の活性化を通じて、EMTの維持にも寄与している。さらに、PDGFRαおよびβの発現はヒトの乳がんの浸潤挙動と相関していた。このことは、オートクリンシグナルによって調節される腫瘍の転移過程の経路が数多くあることを示している。

### 治療標的として
がんの進行におけるオートクリンシグナルの機構に関する知識の蓄積によって、治療のための新しいアプローチが明らかになってきた。例えば、オートクリン型Wntシグナルは、WntのアンタゴニストやWnt経路のリガンド-受容体相互作用を阻害する他の分子を用いた治療介入のための新たな標的となりうる。さらに、乳がん細胞の表面でのVEGF-Aの産生とVEGFR-2の活性化は、乳がん細胞がVEGFR-2のリン酸化と活性化によって自身の成長と生存を促進するオートクリンシグナルループが存在することを明確に示している。このオートクリンループも魅力的な治療標的の一例である。
HER2を過剰発現している乳がんでは、HER2/IL-6/STAT3シグナルが新たな治療戦略の標的となる可能性がある。ラパチニブなどのHER2キナーゼ阻害剤は、HER2過剰発現乳がんにおいてニューレグリン1（NRG1）を介したオートクリンループを破壊することで臨床的有効性を示す。
PDGFRシグナルの場合、優性阻害型PDGFRの過剰発現や抗がん剤イマチニブの投与によって転移を防ぐ治療効果の研究がマウスで行われている。
さらに、他では起こらないようながん細胞のオートクリンシグナルを活性化する薬剤が開発される可能性がある。例えば、アポトーシスの阻害に対抗するSmac/Diabloの低分子模倣化合物は、自己分泌されるTNFαを介して引き起こされる化学療法薬によるアポトーシスを亢進することが示されている。Smac模倣化合物は、オートクリン型TNFαシグナルに応答して、RIPK1依存的なカスパーゼ-8活性化複合体の形成を促進し、アポトーシスをもたらす。

### 薬剤抵抗性における役割
近年の研究では、薬剤抵抗性がん細胞がこれまで無視されてきたオートクリンループから分裂促進シグナルを獲得し、腫瘍の再発を引き起こすことが報告されている。
例えば非小細胞肺癌（NSCLC）では、EGFRやEGFファミリーのリガンドが広く発現しているにもかかわらず、ゲフィチニブなどのEGFR特異的チロシンキナーゼ阻害薬は限定的な治療効果しか示さない。この抵抗性は、NSCLC細胞ではEGFRとは異なるオートクリン型成長シグナルが活性化されているためであると考えられている。遺伝子発現プロファイリングによってNSCLC細胞株では特定の線維芽細胞増殖因子（FGF）やFGF受容体が存在していることが明らかにされ、ゲフィチニブ抵抗性NSCLC細胞株の一部ではFGF2、FGF9とそれらの受容体が活発な成長因子オートクリンループを形成していることが判明した。
乳がんでは、タモキシフェン抵抗性の獲得は治療上の大きな問題となっている。ヒトの乳がん細胞では、タモキシフェンに応答してSTAT3のリン酸化とRANTESの発現が増加することが示されている。近年の研究では、STAT3とRANTESは抗アポトーシスシグナルのアップレギュレーションとカスパーゼの切断の阻害によって、薬剤抵抗性の維持に寄与していることが示されている。こうしたSTAT3-RANTESのオートクリンシグナル機構は、タモキシフェン抵抗性腫瘍の患者の管理の新たな戦略となることが示唆される。